# Pantalasa
Pantalasa (vsa morja) je bil ogromen ocean, ki je v obdobju poznega paleozoika in zgodnjega mezozoika obdajal supercelino Pangeo. Ko je Pangea pred približno 200 milijoni leti razpadla, se je Pantalasa razdelil na oceane, ki jih poznamo danes:
- Arktični ocean
- Atlantski ocean
- Indijski ocean
- Tihi ocean
- Južni ocean